# Olanzo Jarrett
Olanzo Jarrett ist ein ehemaliger kanadischer Canadian-Football-Spieler. Er spielte zwei Saisons bei den Edmonton Eskimos in der Canadian Football League (CFL).

## Karriere
Jarrett spielte von 1999 bis 2002 College Football an der University of Toledo für die Toledo Rockets. Er spielte anfangs auf der Position des Outside Linebackers, 2000 spielte er aus persönlichen Gründen nicht und 2001 auf der Position des Defensive Ends, sah jedoch keine Spielzeit. Im CFL Draft 2002 wurde er in der fünften Runde von den Edmonton Eskimos ausgewählt. Er blieb dennoch noch eine Saison in Toledo, wo er nun auf der Position des Safeties spielte. 2003 begann er in Edmonton zu spielen und gewann mit den Eskimos bereits in seiner ersten Saison den Grey Cup. Am 27. April 2005 wurde er entlassen.